# 遊初軒の戦い
遊初軒の戦い（ゆうしょけんのたたかい）は、永正4年8月1日（1507年9月7日） に発生した、養父・細川政元の暗殺によって細川京兆家の当主となった細川澄之らと、同じく政元の養子であった細川澄元ら細川氏一門の戦い。

## 遊初軒の戦いまで
細川政元には養子が3人（細川澄之・細川澄元・細川高国）おり、永正4年（1507年）6月23日には政元や赤沢朝経、三好之長と対立していた香西元長（『不問物語』ではその弟の元秋・元能が主犯とされる）や薬師寺長忠が警護人の竹田孫七を調略して政元を暗殺する事件が起こった（永正の錯乱）。そして元長・長忠は翌24日には細川澄元の宿所も襲い、澄元や三好之長を近江国へと敗走させ（但し主犯格の元秋・元能兄弟は討死している）、翌7月7日には丹後国から細川澄之が上洛し、後継者として細川政賢と共に政元の葬儀を執り行い、8日には幕府から澄之が細川京兆家の当主として認められた。25日には澄之と協力して澄元に対抗する約束をしていた六角氏綱が近江国へと退却し、澄之は家臣の波々伯部宗寅（盛郷）に「遊初軒に籠って澄元方を待つよりも、香西元長の居城・嵐山城に移って合戦をすべきではないか」と訊ねた。しかし宗寅は内心で「自分は政元から澄之の身を守ることを命じられている。しかし、澄之が生き残るために合戦して勝ったとしても、京兆家の家督を完全に継承することはできず、何年も戦が続くと考えられ、そうなるよりは澄之と自分が討死するべきである」と考え、澄之の提案を拒否して、結果的に細川澄元軍を遊初軒で迎え撃つこととなった。

## 遊初軒の戦い
8月1日の卯の刻（午前5~7時頃）には、細川澄元側に付いていた細川高国・細川政賢・細川尚春（『不問物語』によれば大将）などの細川一門や、細川澄之と和睦をした丹後国の石川直経に敗死した赤沢朝経の弟かつ養子の赤沢長経、澄元の家臣・三好之長らが、相国寺崇禅院の寮舎で澄之の宿所でもあった上京の遊初軒に攻め入った。『不問物語』によると、遊初軒の戦いの直前の澄之は「政元殺害の原因は澄元にある」と濡れ衣を着せることで乗り切ろうとしていたものの、澄之方の香西元長・薬師寺長忠による犯行であるとの話が京都中に広まってしまったため、「実子ですらない『異姓他人（澄之は九条家出身のため）』の自分が『悪逆無道』であるから誰も味方をする者はいないだろう」と思い、実際に高国や政賢方に寝返る者が多数いたという。高国らが遊初軒に攻め入った際に応戦したのは一宮兵庫助や矢野八郎左衛門尉らであったが、続いて討死した。細川澄之も波々伯部宗寅（盛郷）の介錯で自害した。澄之は自害の際に
梓弓 はりて心は 強けれど 引手すくなき 身とぞなりぬる
という辞世の句を詠んだという。その後宗寅も自害する際に
長らへて 思はばいとど 憂かるべし 我が世の果ての 近き嬉しさ
と詠み、高雄の寺にいた孫の五郎正盛に届けさせたという。香西元長や香川満景、安富元顕、三野五郎太郎らは高国が大将として攻めていた薬師寺長忠の宿所に移動した。香西勢は奮戦の後に30人ほどが生き残ったものの、三野五郎太郎、香西元長、真珠院宗純、香川満景、香西肥後守の順番に討死した。元長は具足を与力の前田孫四郎に預けていたため、具足を着けずに戦って討死し、孫四郎はその具足を着て元長のもとに向かったもののその前に討死した。また薬師寺勢は長忠が討死した後、その与力の能勢源二郎、与利丹後守、久々智掃部頭、矢倉弥六、長谷河某、被官の益富弥六、益富孫四郎、中間次郎右衛門が討死した。